# Tâm hồn của đá
Tâm hồn của đá (tựa tiếng Anh: The Soul of Rock) là album phòng thu đầu tay của ban nhạc rock Việt Bức Tường, phát hành ngày 3 tháng 2 năm 2002 bởi Trung tâm Nghe nhìn Hà Nội. Album tập hợp 10 ca khúc thành công nhất của Bức Tường, trong đó có những bài đã trở thành 'ca khúc ruột' trong giới sinh viên - cái nôi trưởng thành của ban nhạc. Mặc dù từ bản demo đầu tiên được thâu vào tháng 6 năm 1999 cho tới khi chính thức thâu âm cũng mất chừng 1 năm vì thiếu tiền thực hiện. Một năm sau khi thâu âm, sau rất nhiều lần gõ cửa các đầu mối phát hành khắp Bắc chí Nam, cuối cùng thì "Tâm hồn của đá" mới chính thức ra đời. Toàn bộ các khâu sản xuất thực sự đều do chính tay các thành viên ban nhạc thực hiện.

## Danh sách ca khúc
Tất cả các ca khúc được viết bởi Trần Lập.
| STT | Nhan đề                     | Thời lượng |
| --- | --------------------------- | ---------- |
| 1.  | "Rock xuyên màn đêm"        | 3:46       |
| 2.  | "Bông hồng thủy tinh"       | 4:30       |
| 3.  | "Tâm hồn của đá"            | 3:38       |
| 4.  | "Ngày hôm qua"              | 4:51       |
| 5.  | "Chim hót trời xanh"        | 5:03       |
| 6.  | "Giọt đắng"                 | 4:19       |
| 7.  | "Cơn mưa hoang dã"          | 5:05       |
| 8.  | "Người đàn bà hóa đá"       | 4:33       |
| 9.  | "Niềm tin cát bụi"          | 3:46       |
| 10. | "Đường đến ngày vinh quang" | 5:30       |

## Thành phần tham gia sản xuất
| Ê-kíp sản xuất - Hòa âm, phối khí và thực hiện: Ban nhạc Bức Tường - Biên tập: Trần Lập - Thu âm & mixing: Trần Thanh Phương tại Orient Studio - Sản xuất & phát hành: Trung tâm Nghe nhìn Hà Nội - Keyboard: Xuân Phương | Ban nhạc Bức Tường - Trần Lập: Hát chính, sáng tác - Trần Tuấn Hùng: Guitarist - Nguyễn Hoàng: Guitarist - Nhất Hoàng: Bassist - Võ Anh Tuấn: Trống |